# Ernst Verebes

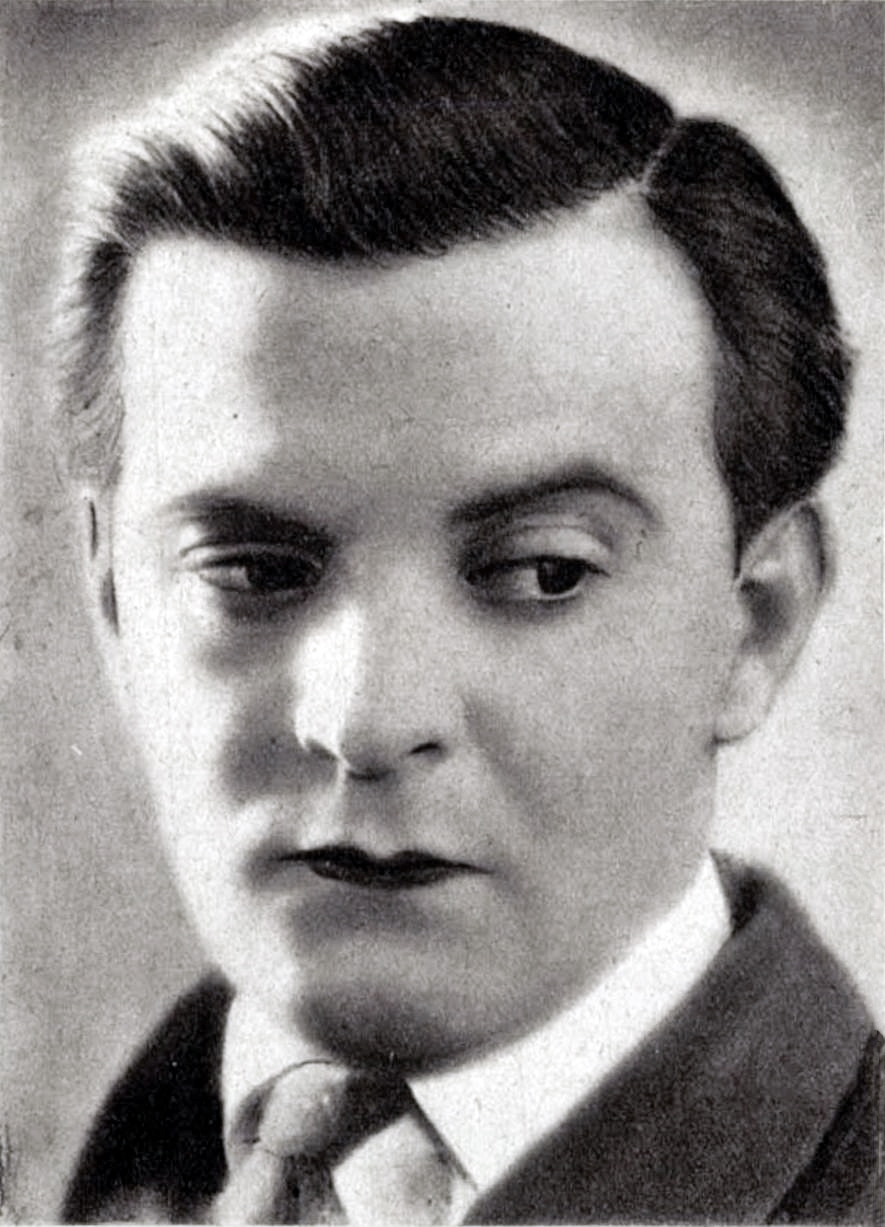
Ernö Verebes, 1928.

Ernst Verebes, även Ernö Verebes född Ernst Weiss 6 december 1902 i New York i New York i USA död 13 juni 1971 i Woodland Hills i Kalifornien i USA, var en skådespelare. Han föddes i USA av ungerska invandrare som en tid senare återvände till Ungern. Han påbörjade en filmkarriär i Ungern på 1910-talet och under 1920-talet och tidigt 1930-tal var han populär skådespelare i tysk film. På grund av NSDAP:s maktövertagande i Tyskland lämnade han landet och började istället arbeta i USA 1939. Han gjorde många roller i amerikanska Hollywoodfilmer under 1940-talet, men nu i mindre roller och stod ofta inte med i rollistan. Sin sista filmroll gjorde han 1953.

## Filmografi (urval)
- 1928 – Hans Kungl. Höghet shinglar
- 1930 – Den gyllene masken
- 1930 – Hjärtan som mötas
- 1930 – Det borrande X:et
- 1930 – Menschen am Sonntag
- 1931 – Charlottes husar
- 1931 – Valsernas paradis
- 1932 – Bättre dag för dag
- 1932 – Kärlek i valstakt
- 1932 – Grevinnan Maritza
- 1932 – En glimt av himlen
- 1940 – Det går som en dans
- 1942 – Att vara eller icke vara
- 1943 – Sista paret ut
- 1944 – Konspiratörer
- 1946 – Gilda
- 1947 – Kungen från New York
- 1948 – Den stora klockan
- 1949 – Dårfinkar är vi allihopa
- 1949 – Det kom en främling
- 1951 – Dödligt lik
- 1953 – Jagad man